# 1910 no desporto

## Eventos
- 1 de janeiro - Fundação do Club Atlético Vélez Sarsfield, no bairro de Liniers, de Buenos Aires, da Argentina.[1]
- 1 de abril - Fundação do Sporting Clube Farense, o mais antigo clube de futebol de Algarve, Portugal.[2]
- 24 de abril - A Inter de Milão vence o Pro Vercelli por 10 a 3 e torna-se campeã italiana pela primeira vez.[3]
- 1 de setembro - Fundação do Esporte Clube Noroeste de Bauru, do estado de São Paulo.[4]
  - Fundação do Sport Club Corinthians Paulista em Bom Retiro, do estado de São Paulo.[5]
- 8 de dezembro - Fundação do Clube Desportivo Nacional, da ilha da Madeira, de Portugal.[6]
- 20 de novembro - Fundação do Vitória Futebol Clube de Setúbal, de Portugal.[7]

## Nascimentos
| Data       | Nome           | Profissão            | Nacionalidade  | Observações | Ref   |
| ---------- | -------------- | -------------------- | -------------- | ----------- | ----- |
| 30 de maio | Ralph Metcalfe | atleta, velocista    | Estados Unidos | m. 1978     | [ 8 ] |
| 6 de junho | Fritzi Burger  | patinadora artística | Áustria        | m. 1999     | [ 9 ] |

## Mortes
| Data           | Nome             | Profissão | Nacionalidade | Observações | Ref    |
| -------------- | ---------------- | --------- | ------------- | ----------- | ------ |
| 29 de dezembro | Reginald Doherty | tenista   | Reino Unido   | n. 1872     | [ 10 ] |